# Robert H. Gundry
Robert Horton Gundry (15 ottobre 1932) è un biblista statunitense.

## Biografia
Gundry ha studiato al Los Angeles Baptist College and Seminary, dove ha conseguito il bachelor of arts nel 1954 e il Bachelor of Divinity nel 1957; successivamente ha perfezionato i suoi studi all'Università di Manchester, dove ha conseguito il Ph.D. in Nuovo Testamento nel 1961. Nel 1962 è diventato professore al Westmont College a Santa Barbara, dove ha insegnato ininterrottamente fino al 2000, anno del suo ritiro dall’insegnamento.

## Libri pubblicati
- The Use of the Old Testament in St. Matthew’s Gospel with Special Reference to the Messianic Hope, E. J. Brill, Leiden, 1967
- A Survey of the New Testament, Zondervan, Grand Rapids, 1970
- The Church and the Tribulation, Zondervan, Grand Rapids, 1973
- Sōma in Biblical Theology with Emphasis on Pauline Anthropology, Cambridge University Press, Cambridge, 1976
- Matthew: A Commentary on His Literary and Theological Art, Eerdmans, Grand Rapids, 1982
- Mark: A Commentary on His Apology for the Cross, Eerdmans, Grand Rapids, 1993
- Matthew: A Commentary on His Handbook for a Mixed Church under Persecution, Eerdmans, Grand Rapids, 1994
- First the Antichrist: a book for lay Christians approaching the third millennium and inquiring whether Jesus will come to take the church out of the world before the tribulation, Baker, Grand Rapids, 1997
- Jesus the Word according to John the Sectarian: A Paleofundamentalist Manifesto for Evangelicalism, Especially Its Elites, in North America, Eerdmans, Grand Rapids, 2001
- A Response to Some Criticisms of Matthew: a commentary on his literary and theological art, Theological Research Exchange Network, Portland, 2005
- The Old Is Better: New Testament Essays in Support of Traditional Interpretations, Mohr Siebeck, Tübingen, 2005
- Commentary on the New Testament: verse-by-verse explanations with a literal translation, Hendrickson, Peabody, 2010
- Extracurriculars: Teaching Christianity Outside Class, Wipf & Stock, Eugene, 2014
- Peter: False Disciple and Apostate according to Saint Matthew, Eerdmans, Grand Rapids, 2015
- Peter: False Disciple and Apostate according to Saint Matthew, second edition, with Responses to Reviews, Wipf & Stock, Eugene, 2018